# Génie (film)
Pour les articles homonymes, voir Génie.
Pour plus de détails, voir Fiche technique et Distribution.
Génie (Гений) est un film soviétique réalisé par Viktor Sergueïev, sorti en 1991.

## Fiche technique
- Titre original : Гений
- Titre français : Génie[1]
- Réalisation : Viktor Sergueïev
- Scénario : Igor Ageïev
- Costumes : Evgeni Gukov
- Photographie : Sergueï Sidorov
- Musique : Edouard Artemiev
- Pays d'origine : URSS
- Format : Couleurs - 35 mm - Mono
- Genre : drame
- Durée : 162 minutes
- Date de sortie : 1991

## Distribution
- Alexandre Abdoulov : Serguei Nenashev
- Larissa Belogourova : Nastia Smirnova
- Innokenti Smoktounovski : Gilia
- Iouri Kouznetsov : Andrei Kouzmine
- Viktor Ilichev : Makar
- Arkadi Koval : Pier
- Sergueï Prokhanov : Kostik
- Viktor Kostetski : Ivan Machin